# 木沢相政
木沢 相政（きざわ すけまさ）は、戦国時代の武将。木沢長政の子。通称は山城守。

## 概要
天文11年（1542年）3月17日に木沢長政が太平寺の戦いで戦死すると、母方の親族であった三好政長の庇護下に入った。
天文16年（1547年）以降は兄の孫九郎（大和守）と共に細川晴元方の武将として細川氏綱や遊佐長教と争っている。